# خیسون مارتینز
خیسون مارتینز (انگلیسی: Jeisson Martínez؛ زادهٔ ۲۸ دسامبر ۱۹۹۴) بازیکن فوتبال اهل پرو است.